# Сімен Рафн
Сімен Рафн (норв. Simen Rafn, нар. 16 лютого 1992, Фредрікстад, Норвегія) — норвезький футболіст, фланговий захисник клубу «Фредрікстад».

## Ігрова кар'єра
Сімен Рафн народився у місті Фредрікстад і є вихованцем місцевого однойменного клуба, у складі якого починав займатися футболом у віці 15 - ти років. Свій дебют на професійному рівні Рафн відмітив у першому турі сезону 2010 року. Але згодом важка травма надовго залишила футболіста поза грою. І тільки у 2013 році сімен зміг повноцінно повернутися до футболу. У складі «Фредрікстаду» Рафн провів понад 100 матчів, виступаючи у різних дивізіонах чемпіонату Норвегії.
У 2016 році футболіст перебрався до шведського клубу «Єфле» але у Аллсвенскан Рафн не провів жодного поєдинку і вже наступного року повернувся до Норвегії, де підписав контракт з клубом «Ліллестрем», з яким досяг перемоги у розіграші Кубка Норвегії у 2017 році.
Перед початком сезону 2021 року Рафн перейшов до клубу Першого дивізіону «Олесунн».
В січні 2023 року Сімен Рафн як вільний агент перейшов до свого першого клубу «Фредрікстад».
Також провів кілька матчів у складі юнацьких збірних Норвегії.

## Особисте життя
Сімен є сином Яна Рафна - колишнього футболіста «Фредрікстада».

## Досягнення
Ліллестрем
 Переможець Кубка Норвегії: 2017
Фредрікстад
- Переможець Другого дивізіону: 2023

 Переможець Кубка Норвегії: 2024